# Accadi
L'accadi (en cuneïforme: 𒀝𒅗𒁺𒌑, ak-ka-du-u₂; en logograma: 𒌵𒆠, URIKI) és una llengua semítica ja extinta. N'hi ha documents escrits a partir del 2300 aC, en escriptura cuneïforme. Va ser substituït per l'arameu a la zona de Mesopotàmia on es parlava.
Fou una llengua de gran importància cultural i diplomàtica a l'antiguitat. Va ser llengua franca del Llevant mediterrani durant dos mil·lennis. Hi van ser escrits alguns dels primers textos coneguts, com el poema de l'Enuma Elix o una de les compilacions de lleis més antiga de la qual es té notícia, l'Estela de Hammurabi.

## Història

### Escriptura
L'accadi antic està present en tauletes de fang des d'aproximadament el 2600 aC. S'escriu amb escriptura cuneïforme, importada dels sumeris. Tanmateix, a diferència del sumeri, amb l'accadi l'escriptura evoluciona fins a arribar a un sistema sil·làbic complet. Els logogrames passen a ocupar un paper secundari i se segueixen emprant sobretot per a paraules molt comunes com "Déu", "temple" i d'altres de semblants. És així com el símbol AN s'usa tant per al logograma de "Déu" com per al Déu An i per al símbol sil·làbic -an-. El símbol també es fa servir com a determinatiu per als noms de déus.
L'exemple quatre a la imatge inferior mostra una altra particularitat del sistema d'escriptura cuneïforme accadi: molts símbols sil·làbics no tenen un valor fonètic clar. Alguns com AḪ no en diferencien la vocal. Tampoc no hi ha una referència clara en l'altre sentit, d'un so donat a un símbol específic. Així, doncs, la síl·laba -ša- pot representar-se tant amb el símbol ŠA com amb el símbol NÍĜ. Això ocorre àdhuc al mateix text de manera intermitent.

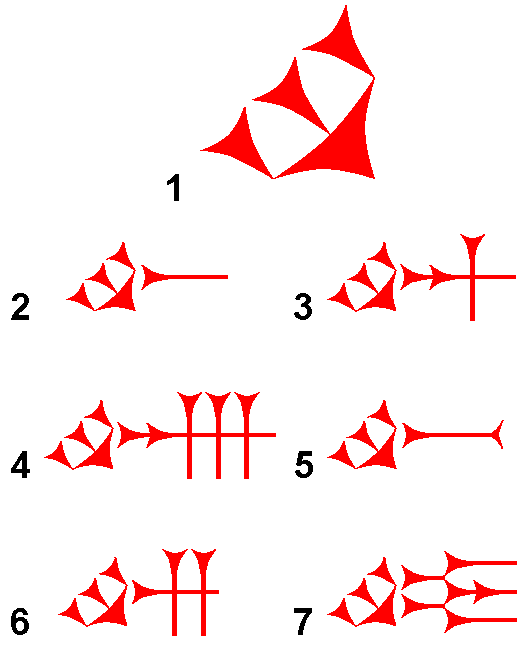
Escriptura cuneïforme (forma neoassíria)
(1 = Signe lexical (SL) "mesclar"/signe sil·làbic (SS) ḫi,
2 = SL "Pou",
3 = SS aʾ,
4 = SS aḫ, eḫ, iḫ, uḫ,
5 = SS kam,
6 = SS im,
7 = SS bir).

### Desenvolupament de l'idioma
L'accadi antic s'emprà fins a final del mil·lenni III aC, quan és reemplaçat pel babiloni i l'assiri. Ja al segle XXI aC aquests dos dialectes principals s'han fet clarament diferenciables. El babiloni antic, com l'idioma mariota, molt proper a ell, és molt més innovador que l'assiri antic, que és més arcaïtzant, i que l'eblaïta, del qual està més allunyat des del punt de vista lingüístic i geogràfic. Per exemple, al babiloni antic es troba per primera vegada la forma lu-prus ('jo vull triar') en lloc de la més antiga la-prus. Tot i així, l'assiri també introdueix innovacions com l'anomenada harmonia vocal assíria, una harmonia vocàlica diferent del sistema del turc o del finès. L'eblaïta és molt arcaïtzant.

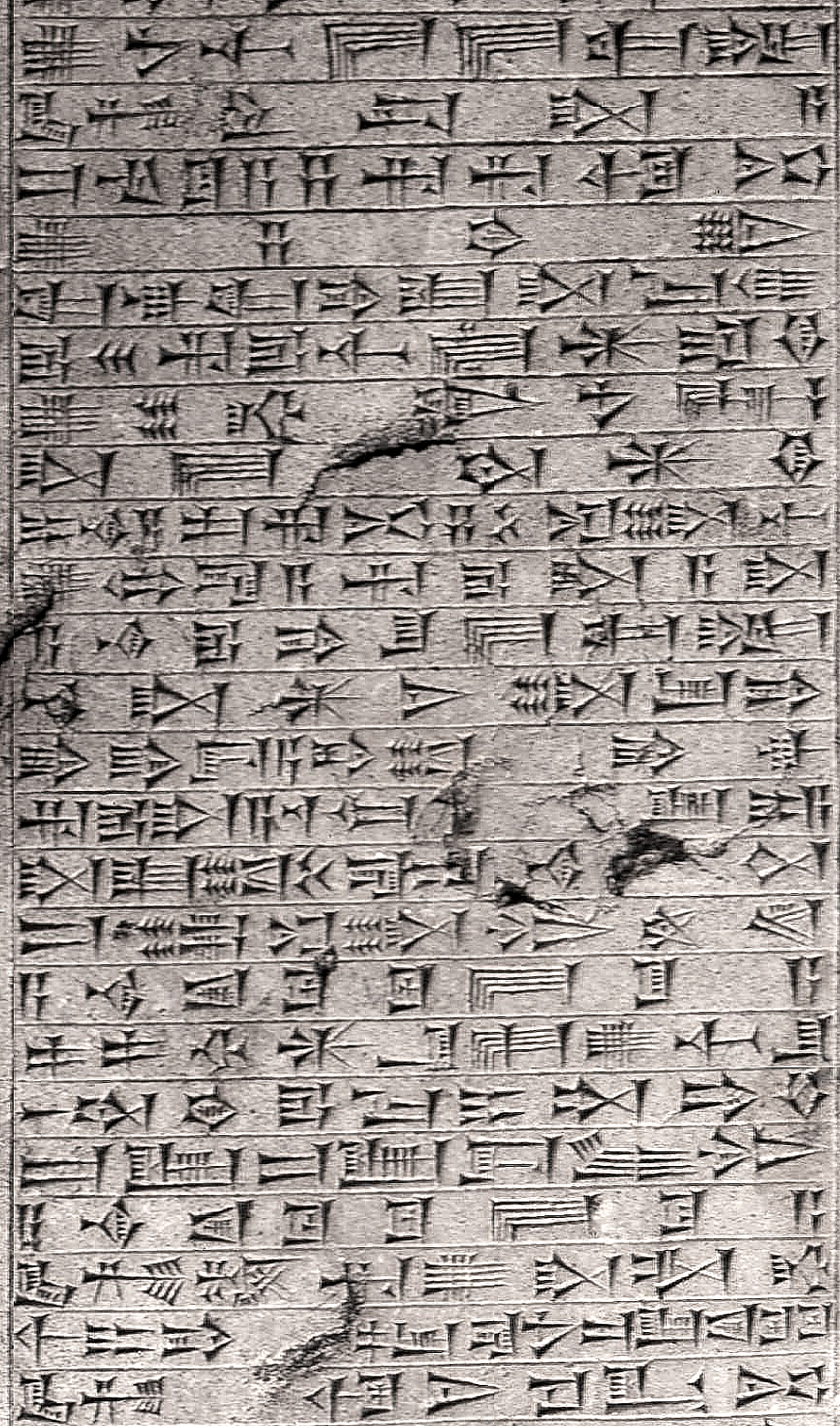
Escriptura accàdia

El babiloni antic és l'idioma del rei Hammurabi, que creà l'Estela de Hammurabi, un dels texts legals més antics. A partir del segle xv aC es parla del babiloni mitjà. La divisió es produeix amb la irrupció dels kasites, que conquereixen Babilònia cap al 1150 aC i hi governen durant uns 300 anys. Aquests prenen l'idioma accadi per al seu ús sense influir-lo gaire pel seu idioma d'origen. Durant la seva edat d'or, el babiloni mitjà és considerat com l'idioma escrit de la diplomàcia a tot l'antic Orient, àdhuc a Egipte. En aquest temps es produeixen també nombrosos préstecs dels idiomes semites del nord-est i de l'hurrita, tot i que aquests s'empraven sobretot a les zones limítrofes de la regió de parla accàdia.
Després del final del Regne mesopotàmic, amb la conquesta de la regió pels perses, l'accadi, que només existia en forma de babiloni tardà, es veu reemplaçat com idioma del poble, tot i que segueix sent emprat com a idioma escrit. Encara després de la invasió dels grecs amb Alexandre el Gran al segle iv aC l'accadi es manté com a llengua oficial de la regió. Hi ha molts indicis que l'accadi ja no és idioma parlat en aquell moment o que només és emprat per poques persones. Els texts més recents en accadi daten del segle iii.
L'assiriologia divideix la llengua accàdia en diverses formes segons l'origen i l'època en què s'empraren:
- Paleoaccadi: es parla i s'escriu fins a la caiguda de la III dinastia d'Ur a Mesopotàmia, les regions a l'est del Tigris, entre Susa (Iran) i Gasur i a l'Eufrates mitjà (Mari), 2500-1950 aC.
- Paleosiri: dialecte de l'accadi procedent de la mateixa branca que el paleoaccadi, parlat al vessant més septentrional del Tigris, cap a les muntanyes Zagros, 1950-1750 aC.
- Paleobabiloni: dialecte més tardà que el paleoassiri, els parlants dels quals van descendir per la zona de l'Eufrates fins a Babilònia, bo i substituint el paleoaccadi a la zona i convertint-s'hi en la llengua literària de la tradició mesopotàmica pràcticament sense modificacions fins a la desaparició de l'escriptura cuneïforme, tant a Babilònia com a Assíria. En aquest dialecte està escrita l'Estela de Hammurabi, 1950-1530 aC.
- Mig-assiri: 1500-1000 aC.
- Mig-babiloni: 1530-1000 aC.
- Neoassiri i neobabiloni: 1000-600 aC.
- Babiloni tardà: 600 aC fins a la seva desaparició com a llengua viva.

## Classificació
L'accadi, juntament amb la resta de les llengües semítiques, pertany a les llengües afroasiàtiques, família que s'ubica a l'Àfrica del Nord i Orient Mitjà.
L'accadi, entre totes les altres llengües semítiques, utilitza la preposició ina com a locatiu i ana com a datiu-elatiu. Moltes llengües veïnes del nord-oest, com l'àrab o l'arameu tenen un canvi bi/bə per al locatiu i li/lə per a datiu. L'origen de les preposicions de lloc de la llengua accàdia resta sense esclarir.
A diferència de la majoria dels idiomes semites, l'accadi té només la fricativa ḫ [x] i ha perdut tant les consonants glotals com les faringals fricatives, típiques de la resta de llengües semites. Les sibilants de l'accadi eren, almenys fins a l'època antiga de Babilònia (segle XIX aC), exclusivament africades.
L'accadi es diferencia dels idiomes semítics del nord-oest i del sud per la posició típica de les paraules, que és Subjecte-Objecte-Verb (SOV), mentre que a les altres branques preval la forma Verb-Subjecte-Objecte (VSO) o Subjecte-Verb-Objecte (SVO). Aquest ordre és degut a la influència del sumer, que també tenia un ordre SOV.

## Fonologia
Basant-se en allò que es pot deduir de l'ortografia cuneïforme, diversos fonemes protosemites es perden en accadi.

### Consonants
L'oclusiva glotal protosemita *ʔ (ʔalef), així com les fricatives *ʕ (ʕayin), *h, *ḥ i *ġ varen perdre's com a consonants, ja sigui per canvi de so o per ortografia, i donaren lloc a la qualitat vocal e no present en el protosemita. La interdental i les fricatives laterals sordes (*ś, *ṣ́) es van fondre amb les sibilants com en els idiomes cananis, per això només en quedaren 19 fonemes consonàntics:
b p d t ṭ š z s ṣ l g k q ḫ m n r w y
|                          | Bilabial | Dental  | Dental | Palatal | Velar   | Velar  | Uvular |
| simple                   | Bilabial | emfàtic | simple | Palatal | emfàtic |        | Uvular |
| ------------------------ | -------- | ------- | ------ | ------- | ------- | ------ | ------ |
| Nasal                    | m        | n       |        |         |         |        |        |
| Oclusiva                 | p b      | t d     | tˁ <ṭ> |         | k ɡ     | kˁ <q> |        |
| Fricativa                | v <w>    | s z     | sˁ <ṣ> | ʃ <š>   |         |        | χ <ḫ>  |
| Bategant alveolar sonora |          | r       |        |         |         |        |        |
| Aproximant               |          | l       |        | j <y>   |         |        |        |

### Vocals
|         | anterior | anterior | central | central | posterior | posterior |
| -lab    | +lab     | -lab     | +lab    | -lab    | +lab      |           |
| tancada | i        |          |         |         |           | u         |
| mitjana | e/ɛ (e)  |          |         |         |           |           |
| oberta  |          |          | a       |         |           |           |

La majoria dels experts de l'accadi afirmen l'existència d'una vocal posterior central (o o ɔ), però l'escriptura cuneïforme no n'ofereix proves.
Tant les consonants com les vocals poden ser llargues o curtes. En les transcripcions de l'accadi, la durada llarga de les consonants s'expressa en les transcripcions mitjançant la duplicació de la consonant corresponent. Les vocals llargues s'expressen amb un signe sobre la vocal (ā, ē, ī, ū). Aquesta diferenciació és fonèmica, per exemple, iprusu ('que ell va decidir') versus iprusū ('varen decidir').

## Gramàtica

### General
Com en totes les llengües semites, l'accadi utilitza la flexió de temes. El tema d'una paraula, que conté el significat base, es compon generalment per tres consonants, les anomenades radicals. Les transcripcions sovint mostren les radicals o consonants temàtiques amb lletres majúscules, com PRS ('decidit', 'separar'). Entre i al voltant d'aquestes consonants l'accadi fa ús de diversos infixos, prefixos i sufixos que tenen funcions gramaticals i de formació lexical diverses. El patró consonant-vocal serveix per a expandir o modificar el significat base dels temes. La radical pot ser simple o doble (allargada). Aquesta diferenciació és rellevant per a determinar el significat de la paraula.

### Substantius

#### Cas, gènere i nombre
L'accadi té dos gèneres: masculí i femení. Els substantius i adjectius femenins tenen generalment una -a al final de llur base, com en l'àrab. El sistema de declinació n'és senzill. El singular té tres casos: el nominatiu, el genitiu i l'acusatiu, però en plural només dos casos: nominatiu i oblic. Els adjectius concorden en cas, gènere i nombre amb els substantius i sovint es col·loquen al darrere.
Un exemple dels substantius šarrum (rei) i šarratum (reina) i de l'adjectiu dannum (fort) es mostra en aquesta taula amb el sistema de declinació en babiloni antic:
| Cas/nombre         | masculí   | femení     |
| ------------------ | --------- | ---------- |
| Substantiu         |           |            |
| Nominatiu singular | šarr-um   | šarr-at-um |
| Genitiu singular   | šarr-im   | šarr-at-im |
| Acusatiu singular  | šarr-am   | šarr-at-am |
| Nominatiu plural   | šarr-ū    | šarr-ātum  |
| Oblic plural       | šarr-ī    | šarr-ātim  |
| Adjectiu           |           |            |
| Nominatiu singular | dann-um   | dann-at-um |
| Genitiu singular   | dann-im   | dann-at-im |
| Acusatiu singular  | dann-am   | dann-at-am |
| Nominatiu plural   | dann-ūtum | dann-ātum  |
| Oblic plural       | dann-ūtim | dann-ātim  |

#### Estats
El substantiu accadi té tres tipus d'estats nominals. Aquestes estats expressen la relació sintàctica del substantiu amb altres parts de l'oració. L'status rectus (estat principal) és la forma bàsica. L'status absolutus (estat absolut) s'empra quan un substantiu s'utilitza en una oració nominal (p. ex: A és un B) com a predicat:
| (1) | Awīl-um                      | šū  | šarrāq.           |
|     | Persona (nom.)               | ell | lladre (st. abs.) |
|     | Aquesta persona és un lladre |     |                   |

Si el substantiu és seguit per un pronom possessiu o per un substantiu en genitiu, ha d'estar en status constructus, que sovint es forma amb l'status absolutus mitjançant la separació del sufix de cas.
| (2) | mār-šu                                                       |
|     | Fill (st. constr.) - 3a persona sing. masc. pronom possessiu |
|     | el seu fill, del seu fill, al seu fill                       |

| (3) | mār                | šarr-im          |
|     | Fill (st. constr.) | Rei (gen. sing.) |
|     | El fill del rei    |                  |

També es pot crear un enllaç genitiu mitjançant la partícula ša. El substantiu del qual depèn la frase en genitiu està aleshores en status rectus. La mateixa partícula s'empra també per a enllaçar oracions relatives.
| (4) | mār-um            | ša      | šarr-im          |
|     | Fill (nom. sing.) | Atribut | Rei (gen. sing.) |
|     | El fill del rei   |         |                  |

| (5) | awīl-um                             | ša      | māt-am           | i-kšud-Ø-u                                                         |
|     | Persona (nom. sing.)                | Atribut | País (ac. sing.) | 3a persona conquerir (passat simple) singular masculí - subordinat |
|     | La persona que va conquerir el país |         |                  |                                                                    |

### Verbs

#### Morfologia verbal
Els verbs poden classificar-se segons quatre tipus de temes. El tema base n'és la forma inicial. El tema duplicat (D) s'empra per a produir les formes de l'aplicatiu, acusatiu i intensiu. Aquest tema rep el nom per la duplicació del radical mitjà, que és típica d'aquesta forma, tot i que també apareix en d'altres. El tema de tipus Š (generat amb el prefix š-) es fa servir per al causatiu. En les formes D i Š els prefixos de la conjugació canvien llur vocal a per -u. El tema N expressa el passiu. L'element n- en aquest cas s'adapta a la primera consonant que el segueix, la qual és allargada. En algunes formes no està davant d'una consonant, per això conserva la seva forma original.
| Nr. | Forma         | Anàlisi/tema (G, D, Š, N)                       | Traducció                              |
| --- | ------------- | ----------------------------------------------- | -------------------------------------- |
| 1   | i-PaRRaS-Ø    | 3a persona -present G sing. masc.               | ell decideix                           |
| 2   | i-PaRRaS-Ø-u  | 3a persona -present G sing. masc.- subordinatiu | que ell decideixi                      |
| 3   | i-PRuS-Ø      | 3a persona pretèrit G sing. masc.               | ell decidia                            |
| 4   | i-PtaRaS-Ø    | 3a persona perfectiu G sing. masc.              | ell va decidir/ha decidit              |
| 5   | i-PtaRRaS-Ø   | 3a persona reflexiu G sing. masc.               | ell es decideix                        |
| 6   | i-PtanaRRaS-Ø | 3a persona iteratiu G sing. masc.               | ell decideix una vegada rere una altra |
| 7   | u-PaRRiS-Ø    | 3a persona pretèrit D sing. masc.               | Ell va decidir definitivament          |
| 8   | u-šaPRiS-Ø    | 3a persona pretèrit Š sing .masc.               | Ell feu decidir                        |
| 9   | i-PPaRiS-Ø    | 3a persona pretèrit N sing. masc.               | Ell fou decidit                        |
| 10  | PuRuS         | Imperatiu G 2a persona sing. masc.              | Decideix                               |
| 11  | PāRiS-um      | Participi G-nom. sing. masc.                    | Decidint, decisiu                      |
| 12  | PaRiS-Ø       | Estatiu G 3a persona sing. masc.                | És decidit                             |
| 13  | PaRS-um       | Adjetiu verbal G-nom. sing. masc.               | Decidit                                |
| 14  | PaRāS-um      | Infinitiu G-nom. sing. masc.                    | Decidir                                |
| 15  | naPRuS-um     | Infinitiu N-nom. sing. masc.                    | Ser decidit                            |

Una forma verbal finita de l'accadi està sempre en concordança amb el subjecte de l'oració. Aquesta concordança es marca sempre amb un prefix, en algunes formes també amb un sufix addicional. Els prefixos de les formes G i N es diferencien dels dels temes D i Š per llur vocal.
En aquesta taula es poden veure les formes congruents del verb PRS (decidir, dividir) en el passat dels quatre temes (aneu a dalt per veure'n la traducció). Com pot veure's, els gèneres gramaticals només es diferencien en la segona persona del singular i en la tercera del plural.
| Persona/nombre/gènere       | Base G    | Base D      | Base Š      | Base N      |
| --------------------------- | --------- | ----------- | ----------- | ----------- |
| 1a persona singular         | a-prus-Ø  | u-parris-Ø  | u-šapris-Ø  | a-pparis-Ø  |
| 1a persona plural           | ni-prus-Ø | nu-parris-Ø | nu-šapris-Ø | ni-pparis-Ø |
| 2a persona singular masculí | ta-prus-Ø | tu-parris-Ø | tu-šapris-Ø | ta-pparis-Ø |
| 2a persona singular femení  | ta-prus-ī | tu-parris-ī | tu-šapris-ī | ta-ppars-ī  |
| 2a persona plural           | ta-prus-ā | tu-parris-ā | tu-šapris-ā | ta-ppars-ā  |
| 3a persona singular         | i-prus-Ø  | u-parris-Ø  | u-šapris-Ø  | i-pparis-Ø  |
| 3a persona plural masculí   | i-prus-ū  | u-parris-ū  | u-šapris-ū  | i-ppars-ū   |
| 3a persona plural femení    | i-prus-ā  | u-parris-ā  | u-šapris-ā  | i-ppars-ā   |

A més de la concordança amb el subjecte, pot haver-hi fins a dos sufixos pronominals agregats al verb. Aquests sufixos marquen el cas directe i indirecte. Els sufixos pronominals són iguals per a totes les bases verbals. Els gèneres gramaticals, al contrari que en el cas de la concordança, es diferencien tant en la segona com en la tercera persona del singular i del plural.
Quan es marquen els casos directe i indirecte alhora, l'objecte indirecte (datiu) precedeix l'objecte directe (acusatiu).
Els sufixos per a l'objecte indirecte de la 1a persona del singular (a mi, per a mi) corresponen als sufixos de la forma ventiva. Es fa servir -am quan la concordança és sense sufix, -m darrere el sufix -ī i -nim després dels sufixos -ā i -ū.
Els sufixos ventius apareixen sovint juntament amb altres sufixos datius o amb els sufixos de la 1a persona del singular de l'acusatiu.
Aquesta taula conté les formes dels sufixos objectes emprats en babiloni antic:
| Persona/nombre/gènere     | Objecte directe (acusatiu) | Objecte indirecte (datiu) |
| ------------------------- | -------------------------- | ------------------------- |
| 1a persona singular       | -ni                        | -am/-m/-nim               |
| 1a persona plural         | -niʾāti                    | -niʾāšim                  |
| 2a persona singular masc. | -ka                        | -kum                      |
| 2a persona singular fem.  | -ki                        | -kim                      |
| 2a persona plural masc.   | -kunūti                    | -kunūšim                  |
| 2a persona plural fem.    | -kināti                    | -kināšim                  |
| 3a persona singular masc. | -šu                        | -šum                      |
| 3a persona singular fem.  | -ši                        | -šim                      |
| 3a persona plural masc.   | -šunūti                    | -šunūšim                  |
| 3a persona plural fem.    | -šināti                    | -šināšim                  |

La -m dels sufixos datius s'assimilia a aquestes consonants (vegeu exemple 7). Aquests exemples il·lustren l'ús dels morfemes en qüestió:
| (6) | i-ṣbat-Ø-kunūti                                                            |
|     | 3a persona passat agafar sing. masc. (subjecte) - 2a persona pl. masc. ac. |
|     | Ell/ella/això agafà (a) vosaltres                                          |

| (7) | i-šruq-ū-nik-kuš-šu                                                                     |
|     | <* i-šruq-ū-nim-kum-šu                                                                  |
|     | 3a persona passat robar ventiu 2a persona sing. masc. dat. - 3a persona sing. masc. ac. |
|     | Ells te'l van robar                                                                     |

### Pronoms
Com en altres idiomes semites, en accadi hi ha diferència de gènere en la segona persona del singular. En aquests taula apareixen els pronoms personals accadis juntament amb l'equivalència en àrab estàndard, hebreu, arameu bíblic i català.
| Accadi | Àrab    | Hebreu | Arameu bíblic    | Català             |
| ------ | ------- | ------ | ---------------- | ------------------ |
| anāku  | anà     | aní    | ?anā             | jo                 |
| atta   | anta    | atá    | ?ant(ā)          | tu                 |
| atti   | anti    | at     | ?ant (i)         | tu (femení)        |
| šū     | huwa    | hu     | huw?             | ell                |
| šī     | hiya    | hi     | hij?             | ella               |
| nīnu   | nahnu   | anahnu | nàhnā            | nosaltres          |
| attunu | antum   | atem   | ?antun           | vosaltres          |
| attina | antunna | aten   | *?antɛn          | vosaltres (femení) |
| šunu   | hum     | hem    | himmo (n) ?innun | ells               |
| šina   | hunna   | hen    | ?innin           | elles              |

### Preposicions
L'accadi té preposicions formades per una sola paraula:
- ina: a, en, de, per, sota
- ana: a, cap a, envers, vers, per a
- adi: fins a
- aššu: a causa de
- eli: en, damunt
- ištu/ultu: de
- mala: segons
- itti: amb

També té algunes preposicions compostes amb ina i ana:
- ina maḫar: per a
- ina balu: sense
- ana ṣēr: cap a
- ana maḫar: davant

Totes les preposicions regeixen el genitiu.
Exemples:
- ina bītim →a casa, de casa
- itti šarrim → amb el rei
- ana ṣēr mārīšu → al seu fill